# Minecraft: Манґа
«Minecraft: Манґа» (англ. Minecraft: The Manga; яп. MINECRAFTマインクラフト〜世界の果てへの旅〜, кириліз.: Маінкурафуто — Секаі но Хате е но Табі, дос. «Minecraft: Подорож на край світу») — японська манґа, написана та проілюстрована Кадзуйоші Сето за мотивами відеогри 2011 року Minecraft.

## Історія публікації
Манґа заснована на грі-пісочниці Minecraft 2011 року від студії Mojang Studios. Автор та ілюстратор Кадзуйоші Сето. Серіалізація почалася в дитячому манґа-журналі CoroCoro Comic видавництва Shogakukan 15 квітня 2020 року. Перший том танкобону вийшов 28 вересня 2020 року. Станом на березень 2025 року вийшло 11 томів серії.
Після виходу восьмого тому серії та в ознаменування 500 000 продажів, перше видання восьмого тому містить код для завантаження «Sniffer's Slipper», який можна використовувати в грі.
У червні 2024 року Viz Media оголосила, що ліцензувала серію для публікації англійською мовою після 15-річчя Minecraft. Перший том був опублікований 11 березня 2025 року.

## Огляди
Станом на жовтень 2023 року тираж серії перевищив 500 000 примірників.
Кара Деннісон з Otaku USA зробила рецензію на перший том манґи, зазначивши, що, незважаючи на те, що манґа орієнтована на дітей, її зможуть оцінити люди різного віку. Вона також високо оцінила художній стиль манґи, хоча і не вважає його «високим мистецтвом», додавши, що Ніко — головний герой манґи — «веселий персонаж».